# Liste der Kulturgüter in Altdorf UR
Die Liste der Kulturgüter in Altdorf enthält alle Objekte in der Gemeinde Altdorf im Kanton Uri, die gemäss der Haager Konvention zum Schutz von Kulturgut bei bewaffneten Konflikten, dem Bundesgesetz vom 20. Juni 2014 über den Schutz der Kulturgüter bei bewaffneten Konflikten sowie der Verordnung vom 29. Oktober 2014 über den Schutz der Kulturgüter bei bewaffneten Konflikten unter Schutz stehen.
Objekte der Kategorien A und B sind vollständig in der Liste enthalten, Objekte der Kategorie C fehlen zurzeit (Stand: 1. Januar 2023).

## Kulturgüter
| Foto | | Objekt                                                                  | Kat. | Typ | Standort                                       | Beschreibung |
| ---- | --- | ----------------------------------------------------------------------- | ---- | --- | ---------------------------------------------- | --- |
| ja   | Datei hochladen · Wikidata zu Beinhauskapelle St. Anna (Q16832350)                                        | Beinhauskapelle St. Anna KGS-Nr.: 05772                                 | A    | G   | Kirchplatz 3.1 691733 / 193140                 | 1596 im Spätrenaissance-Stil errichtete Kapelle, ursprünglich als Beinhaus genutzt. Wandgemälde des flämischen Malers Denys Calvaert. |
| ja   | Datei hochladen · Wikidata zu Fremdenspital mit Kapelle (Q10612433)                                       | Fremdenspital mit Kapelle KGS-Nr.: 05775                                | A    | G   | Gemeindehausplatz 2, 4, 4.1 691677 / 193133    | 1437 als Spital für Durchreisende erbaut, beim Dorfbrand von 1799 zerstört und 1803 auf den alten Mauern neu errichtet. Zweiflügelige Anlage mit Treppengiebeln, die zusammen mit der Kapelle einen Innenhof umschliesst. Heute von der Gemeindeverwaltung genutzt. |
| ja   | Datei hochladen · Wikidata zu Haus Jauch (Q10612914)                                                      | Haus Jauch («Suworow-Haus») mit Privatkapelle und Garten KGS-Nr.: 05776 | A    | G   | Hellgasse 9 692062 / 192876                    | Im Jahr 1550 erbautes Herrenhaus, diente als Vorbild für spätere Urner Gebäude dieser Art. Das Einbaubuffett von 1556 ist das älteste und künstlerisch bedeutendste der Innerschweiz. Eines der wenigen Gebäude, das den Dorfbrand von 1799 überstand, diente im selben Jahr als Quartier des russischen Feldherrn Suworow.                                                 |
| ja   | Datei hochladen · Wikidata zu Katholische Pfarrkirche St. Martin (Q10613620)                              | Katholische Pfarrkirche St. Martin KGS-Nr.: 05778                       | A    | G   | Kirchplatz 3.2 691730 / 193167                 | 1223 erstmals urkundlich erwähnt, das heutige Gebäude entstand 1602 bis 1606 nach Plänen des Baumeisters Roccho Ruggia und ist der erste frühbarocke Kirchenbau in der deutschsprachigen Schweiz ist. Originale Innenausstattung beim Dorfbrand 1799 zerstört (durch klassizistische Einrichtung ersetzt).                                                                  |
| ja   | Datei hochladen · Wikidata zu Telldenkmal (Q2402286)                                                      | Telldenkmal und Türmli KGS-Nr.: 05783                                   | A    | K   | Rathausplatz 691872 / 192998                   | Denkmal für den Schweizer Nationalhelden Wilhelm Tell, 1895 vom Bildhauer Richard Kissling erschaffene Bronzestatue, zeigt Tell mit geschulterter Armbrust begleitet von seinem Sohn Walter. Hintergrundbild von Hans Sandreuter auf dem Türmli, einem 34 m hohen, aus dem 13. Jahrhundert stammenden Turm.                                                                 |
| ja   | Datei hochladen · Wikidata zu Eidgenössisches Getreidesilo (Q10609174)                                    | Eidgenössisches Getreidesilo KGS-Nr.: 05786                             | A    | G   | Eyschachen 9 691037 / 191691                   | 1912/13 von Züblin und Bühler errichtetes Silo zur Lagerung von Getreidereserven für den Kriegsfall. Eine der ersten Anwendungen des damals neuartigen Werkstoffs Eisenbeton. Aufgrund seiner ungewohnten Grösse auch «Bundeskirche» genannt. |
| ja   | Datei hochladen · Wikidata zu Haus im Eselmätteli (Q10613258)                                             | Haus im Eselmätteli KGS-Nr.: 05789                                      | A    | G   | Herrengasse 1 691576 / 193093                  | Herrschaftliches Wohngebäude, 1684/85 für Landvogt Johann Franz Scolar erbaut. Enthält kostbare Barock- und Rokoko-Ausstattung des späten 17. und frühen 18. Jahrhunderts. Seit 1995 Verwaltungsgebäude der Elektrizitätswerke Altdorf. |
| BW   | Datei hochladen · Wikidata zu Historisches Museum Uri (Q27479447)                                         | Sammlung des Historischen Museums Uri KGS-Nr.: 08579                    | A    | S   | Gotthardstrasse 18 691955 / 192563             | Umfassendste Sammlung des Urner Kunst- und Kulturgutes. Schwerpunkte der Dauerausstellung sind kirchliche Kunst, archäologische Funde der Kelten- und Alemannenzeit, Fahnen, Waffen, Trachten, Volksbrauchtum und Verkehr. |
| BW   | Datei hochladen · Wikidata zu Dätwyler-Stiftung (Q27478293)                                               | Dätwyler-Stiftung KGS-Nr.: 08582                                        | A    | S   | Herrengasse 4a 691603 / 193135                 | Kunstsammlung der gemeinnützigen Förderstiftung der Dätwyler AG, die schweizweit Projekte mit Bezug zum Kanton Uri unterstützt. |
| ja   | Datei hochladen · Wikidata zu Staatsarchiv Uri (Q14848198)                                                | Staatsarchiv Uri KGS-Nr.: 08791                                         | A    | S   | Bahnhofstrasse 13 691669 / 192906              | Zentrales Archiv des Kantons Uri. |
| ja   | Datei hochladen · Wikidata zu Eidgenössisches Sackmagazin (Q10609901)                                     | Eidgenössisches Sackmagazin KGS-Nr.: 09057                              | A    | G   | Eyschachen 8 691010 / 191774                   | 1912 von Robert Maillart errichtetes Lagergebäude. Eine der ersten Pilzdeckenkonstruktionen in Beton überhaupt. |
| ja   | Datei hochladen · Wikidata zu Besslerbrunnen (Q29890195)                                                  | Besslerbrunnen KGS-Nr.: 05773                                           | B    | K   | Rathausplatz 691870 / 192999                   | Achteckiger Brunnen aus dem Jahr 1568 vor dem Rathaus. Erster steinerner Brunnen des Dorfes. Die Brunnenfigur, in der zweiten Hälfte des 17. Jahrhunderts von Dorfvogt Johann Heinrich Emanuel Bessler von Wattingen gestiftet, stellt einen Fahnenträger dar. Heute befindet sich die Statue nicht mehr auf dem Brunnen, sondern auf dem Dach des Historisches Museum Uri. |
| ja   | Datei hochladen · Wikidata zu Josefsbrunnen beim Fremdenspital (Q29890247)                                | Josefsbrunnen beim Fremdenspital KGS-Nr.: 05777                         | B    | K   | Tellsgasse / Gemeindehausplatz 691680 / 193139 | 1591 aufgestellter Brunnen mit achteckigem Trog aus Granit. Die Brunnenfigur von 1706 stellt den Heiligen Josef dar (1949 durch Kopie ersetzt). |
| ja   | Datei hochladen · Wikidata zu Kapuzinerkloster (Q29890258)                                                | Kapuzinerkloster KGS-Nr.: 05779                                         | B    | G   | Kapuzinerweg 22 691850 / 193279                | Ältestes Kapuzinerkloster nördlich der Alpen, 1581 erbaut. 1799 beim Dorfbrand eingeäschert, 1806 neu erbaut. Ergänzt um terrassenförmig angelegte Gärten. |
| ja   | Datei hochladen · Wikidata zu Ölbergkapelle (Q16858287)                                                   | Ölbergkapelle bei der Pfarrkirche St. Martin KGS-Nr.: 05781             | B    | G   | Vogelsanggasse 10.2 691708 / 193196            | 1656/57 errichtete frühbarocke Kapelle. Altargemälde von Antonio Busca (1658), steinerner Sarkophag des Mönchs Nikolaus Zwyer. |
| ja   | Datei hochladen · Wikidata zu Rathaus (Q29890268)                                                         | Rathaus KGS-Nr.: 05782                                                  | B    | G   | Rathausplatz 1 691880 / 193029                 | Von 1805 bis 1808 nach Plänen des Architekten Niklaus Purtschert erbaut. Gestaltung des Landratssaals 1864 durch Joseph Placidus von Segesser. |
| ja   | Datei hochladen · Wikidata zu Ankenwaage mit Hexenturm (Q29890121)                                        | Ankenwaage mit Hexenturm KGS-Nr.: 05784                                 | B    | G   | Tellsgasse 5 691796 / 193022                   | 1824 erbautes Verwaltungsgebäude, 1871 Polizeiwachtstube und Arrestzelle im angrenzenden Hexenturm ergänzt. 1908 bis 1988 Standort des Urner Staatsarchivs. |
| ja   | Datei hochladen · Wikidata zu Besslerhaus (Oberes Besslerhaus) (Q29890215)                                | Besslerhaus (Oberes Besslerhaus) KGS-Nr.: 05785                         | B    | G   | Herrengasse 16 691432 / 193176                 | |
| ja   | Datei hochladen · Wikidata zu Fabrikgebäude Dätwyler (Q29890220)                                          | Fabrikgebäude Dätwyler KGS-Nr.: 05787                                   | B    | G   | Gotthardstrasse 21–33 692045 / 192547          | Fabrik-Ensemble der Dätwyler AG im Stil des Neuen Bauens, bestehend aus: Pneufabrik (1931, Otto Rudolf Salvisberg), Verwaltungsgebäude (1956, Roland Rohn), Personalhaus (1965, Rohn), Kabelfabrik (1966, Rohn) und Bodenbelagsgebäude (1964, Rohn). |
| ja   | Datei hochladen · Wikidata zu Haus Dr. F. Schmid (Q29890225)                                              | Haus Dr. F. Schmid KGS-Nr.: 05788                                       | B    | G   | Gotthardstrasse 3 691856 / 192801              | Herrschaftliches Wohnhaus des Bundesrichters Franz Schmid. Erbaut zwischen 1720 und 1730, nach Dorfbrand 1803 neu errichtet. Ab 1870 im Besitz von Louis Favre, bis 1882 Sitz der Baugesellschaft Flüelen-Göschenen der Gotthardbahn. Heute Aufbewahrungsort des Korporationsarchivs Uri.                                                                                   |
| ja   | Datei hochladen · Wikidata zu Haus in der Stoffelmatte (Q29890230)                                        | Haus in der Stoffelmatte KGS-Nr.: 05790                                 | B    | G   | Gotthardstrasse 14 691864 / 192631             | Vermutlich zu Beginn des 17. Jahrhunderts erbautes Herrenhaus. 1885 Kauf durch Gemeinnützige Gesellschaft des Kantons Uri. Auf Initiative von Gustav Muheim ab 1887 als Erziehungsanstalt für arme und verwahrloste Kinder genutzt. Heute ist hier das Kinderheim Uri untergebracht.                                                                                        |
| ja   | Datei hochladen · Wikidata zu Haus Lusser (Q29890231)                                                     | Haus Lusser KGS-Nr.: 05791                                              | B    | G   | Gotthardstrasse 9 691876 / 192752              | Herrschaftliches Wohnhaus, 1560 für den damaligen Landammann erbaut. Im 17. Jahrhundert erweitert, 1799 vom Dorfbrand verschont geblieben und ab 1812 im Besitz der Familie Lusser. |
| ja   | Datei hochladen · Wikidata zu Haus Martin Gamma mit Oekonomiegebäude (Q29890233)                          | Haus Martin Gamma mit Ökonomiegebäude KGS-Nr.: 05792                    | B    | G   | Gemeindehausplatz 1 691651 / 193126            | 1845 für Johann Joseph Walker errichtetes Wohnhaus, ab 1900 im Besitz von Nationalrat Martin Gamma. Umbau 2004, seither Nutzung als «Haus für Kunst Uri». |
| ja   | Datei hochladen · Wikidata zu Haus von Roll (Q29890236)                                                   | Haus von Roll KGS-Nr.: 05793                                            | B    | G   | Tellsgasse 1 691820 / 192999                   | Herrenhaus, 1562 im Stil eines florentinischen Palazzos erbaut |
| ja   | Datei hochladen · Wikidata zu Haus Walker-Kesselbach (Q29890241)                                          | Haus Walker-Kesselbach (Haus Muheim) KGS-Nr.: 05794                     | B    | G   | Gotthardstrasse 2 691845 / 192836              | |
| ja   | Datei hochladen · Wikidata zu Historisches Museum (Gebäude) (Q105105073)                                  | Historisches Museum Uri KGS-Nr.: 05795                                  | B    | G   | Gotthardstrasse 18 691955 / 192563             | Ausstellungsgebäude des Historischen Museums Uri, 1905/06 im historisierenden Stil nach einem Entwurf von Wilhelm Hanauer erbaut. 1939 um eine Waffenhalle ergänzt. |
| ja   | Datei hochladen · Wikidata zu Kantonales Zeughaus (Q29890251)                                             | Kantonales Zeughaus KGS-Nr.: 05796                                      | B    | G   | Lehnplatz 22 691920 / 192869                   | 1804–06 als Sust für den Gotthardverkehr errichtet, später zur Kaserne umgebaut, dient seit 1904 als Zeughaus. Auf dem Platz davor steht der Lehn-Brunnen von 1596. |
| ja   | Datei hochladen · Wikidata zu Kapelle Unter-Heiligkreuz (Q29890254)                                       | Kapelle Unter-Heiligkreuz KGS-Nr.: 05797                                | B    | G   | Spitalplatz 8 691370 / 193179                  | |
| ja   | Datei hochladen · Wikidata zu Kapuzinerinnenkloster St. Karl (Q29890256)                                  | Kapuzinerinnenkloster St. Karl KGS-Nr.: 05798                           | B    | G   | Gotthardstrasse 10–12 691840 / 192689          | 1677 erbaut (vermutlich von Michael Kuen). Dreigeschossiger barocker Bau mit vier Flügeln, die um einen quadratischen Innenhof mit Kreuzganggarten angeordnet sind. Klosterkirche 1704 erneuert, Altäre nach Entwürfen von Caspar Moosbrugger. Vom Dorfbrand 1799 verschont geblieben.                                                                                      |
| ja   | Datei hochladen · Wikidata zu Kollegium St. Karl Borromäus (Q29890260)                                    | Kollegium St. Karl Borromäus KGS-Nr.: 05799                             | B    | G   | Gotthardstrasse 59 692400 / 192219             | 1906 erbautes Schulgebäude der Mittelschule des Kantons Uri. Entstanden nach Plänen von Johann Müller, durch Ergänzung des barocken und kaum veränderten Konviktgebäudes um zwei Flügel. 1906 Erweiterung um Studentenkapelle im Neorokoko-Stil. 1934–37 südseitiger dreigeschossiger Anbau durch K. Becker.                                                                |
| ja   | Datei hochladen · Wikidata zu Postgebäude (Q29890266)                                                     | Postgebäude KGS-Nr.: 05800                                              | B    | G   | Bahnhofstrasse 11 691725 / 192906              | Erbaut von 1902 bis 1904. Breit gelagerter, neobarocker Baukörper mit angesetztem rundem Treppenhaus. |
| ja   | Datei hochladen · Wikidata zu Tellspielhaus (Q29890269)                                                   | Tellspielhaus KGS-Nr.: 05803                                            | B    | G   | Schützengasse 11 691920 / 192909               | 1865–67 als spätklassizistisches Gemeindehaus errichtet, 1925 zum heutigen Festspielhaus erweitert. Fassade mit Rundbogenportal und in Sgraffito-Technik aufgespritzter Scheinarchitektur. |
| ja   | Datei hochladen · Wikidata zu Kirchenschatz-Museum (Q27479449)                                            | Kirchenschatz-Museum KGS-Nr.: 08562                                     | B    | S   | Kirchplatz 7 691700 / 193119                   | Sakrale Gegenstände und Gewänder aus dem 16. bis 19. Jahrhundert im Besitz der Pfarrei St. Martin, ergänzt um Kunstgegenstände des ehemaligen Kapuzinerklosters. |
| ja   | Datei hochladen · Wikidata zu Personalhaus der ehemaligen Draht- und Gummiwerke AG (Q29890264)            | Personalhaus der ehemaligen Draht- und Gummiwerke AG KGS-Nr.: 09058     | B    | G   | Dätwylerstrasse 27 692097 / 192565             | Von Roland Rohn entworfenes Personalhaus der Dätwyler AG. Grosser, dreiseitig verglaster Speisesaal im Hauptgeschoss. Schulungsräume, Direktionsesszimmer und Cafeteria im Untergeschoss. |
| ja   | Datei hochladen · Wikidata zu Grabmäler auf dem Friedhof gemäss Verzeichnis der Kirchgemeinde (Q29890221) | Grabmäler auf dem Friedhof KGS-Nr.: 11296                               | B    | K   | Kirchplatz 1 691717 / 193152                   | Gemäss Verzeichnis der Kirchgemeinde |
| ja   | Datei hochladen · Wikidata zu Haus Zieri (Q29890244)                                                      | Haus Zieri KGS-Nr.: 11297                                               | B    | G   | Rathausplatz 2 691872 / 193057                 | 1801/02 nach dem Dorfbrand errichtetes Gebäude in Massivbauweise, seit 1978 im Besitz des Kantons, 1995/96 um zwei Gebäude erweitert. Beherbergt das Landgericht und das Obergericht des Kantons Uri. |
| ja   | Datei hochladen · Wikidata zu Crivellihaus (Q29890217)                                                    | Crivellihaus KGS-Nr.: 11331                                             | B    | G   | Herrengasse 10 691485 / 193161                 | |
| ja   | Datei hochladen · Wikidata zu Haus Dr. Hirzel (Q29890226)                                                 | Haus Dr. Hirzel KGS-Nr.: 11333                                          | B    | G   | Herrengasse 14 691432 / 193176                 | |
| ja   | Datei hochladen · Wikidata zu Haus Winterberg (Q29890242)                                                 | Haus Winterberg KGS-Nr.: 11334                                          | B    | G   | Winterberg 1 691644 / 193047                   | |
| ja   | Datei hochladen · Wikidata zu Haus Huon (Q29890228)                                                       | Haus Huon KGS-Nr.: 11336                                                | B    | G   | Attinghauserstrasse 37 691558 / 192423         | Kleines bäuerliches Doppelwohnhaus mit markanten Dacherkern, zweite Hälfte des 19. Jahrhunderts. |
| ja   | Datei hochladen · Wikidata zu Haus Blumenfeld mit Granitbrunnen (Q29890222)                               | Haus Blumenfeld mit Granitbrunnen KGS-Nr.: 11338                        | B    | G   | Blumenfeldgasse 19 692239 / 192152             | |
| ja   | Datei hochladen · Wikidata zu Haus Waldegg mit Baumbestand (Q29890238)                                    | Haus Waldegg mit Baumbestand KGS-Nr.: 11339                             | B    | G   | Kapuzinerweg 24 691778 / 193306                | |
| ja   | Datei hochladen · Wikidata zu Haus oberer Vogelsang (mit Baumbestand) (Q29890235)                         | Haus oberer Vogelsang mit Baumbestand KGS-Nr.: 11341                    | B    | G   | Vogelsanggasse 18 691635 / 193328              | |
| ja   | Datei hochladen · Wikidata zu Lehn-Brunnen (Q122392087)                                                   | Lehn-Brunnen KGS-Nr.: 17234                                             | B    | K   | Lehnplatz 691917 / 192903                      | [ i 11 ] |
| BW   | Datei hochladen · Wikidata zu Haus Muheim am Spital (Q122450140)                                          | Haus Muheim am Spital (Haus Lindeli) KGS-Nr.: 17236                     | B    | G   | Spitalplatz 6 691338 / 193165                  | |
| BW   | Datei hochladen · Wikidata zu Ehemaliges Schützenhaus (Q122460782)                                        | Ehemaliges Schützenhaus KGS-Nr.: 17237                                  | B    | G   | Flüelerstrasse 36 691040 / 193623              | [ i 12 ] |